# Intrepido
Intrepido è stata una rivista di fumetti periodica pubblicata dagli anni trenta ai novanta dalla Casa Editrice Universo dei fratelli Alceo, Cino e Domenico Del Duca. Venne pubblicata per oltre sessanta anni arrivando a superare i tremila numeri.
Era solo omonima del settimanale per ragazzi, L'Intrepido, edito dalla casa editrice Picco & Toselli dal 1919 al 1929.

## Storia editoriale
La testata esordì il 23 febbraio 1935 e proseguì la pubblicazione fino al n. 42 del 19 dicembre 1943; dopo un'interruzione dovuta agli eventi bellici, riprese le pubblicazioni con un nuovo n. 1 il 23 agosto 1945, continuando poi, ininterrottamente, fino al gennaio 1998 quando venne chiusa dopo 3028 numeri pubblicati.

### Primo ciclo - Intrepido giornale (1935-1951)
Il periodico esordisce nel formato a giornale il 23 febbraio 1935 e dal n. 15 compare sotto la testata la dicitura "Periodico settimanale d’avventure" poi cambiato in "Settimanale di avventure". Inizialmente la prima pagina è un quadro unico illustrante un avvenimento per poi, dal n. 15 del 1938 ospitare strisce a fumetti. Pubblica avventure di carattere popolare pubblicato dalla Casa Editrice Moderna dei fratelli Alceo, Domenico e Cino del Duca, interessati a valorizzare gli autori italiani e le serie a fumetti ricche di colpi di scena nella migliore tradizione ottocentesca dei feuilleton pubblicando personaggi come Dick L’Intrepido che dà il nome alla testata. Il successo della testata costringe l’editore a stampare il giornale presso diverse tipografie. Dal 1936, ai personaggi italiani si affiancano produzioni americane come Diana (Connie) di Frank Godwin che poi scompaiono nel 1939 a seguito delle disposizioni governative che vietarono la pubblicazione di materiale americano e pertanto la testata torna a presentare solo serie di produzione italiana. Nel 1936 Alceo e Domenico fondano l’Editoriale Universo e nel 1939, chiudono la testata Il Monello facendone confluire le storie rimaste incompiute nell'Intrepido. Prima ancora, nel 1937, era avvenuta la fusione con in'altra testata, La Folgore. Nel dopoguerra Il Monello ritornerà a essere pubblicato come testata autonoma indirizzata a bambini e adolescenti.
Durante la guerra ne viene interrotta la pubblicazione dal dicembre 1943 e riprenderà nell'aprile 1945 ma distribuito solo nell'Italia meridionale e centrale per 35 numeri mentre una edizione per l'italia settentrionale esordisce ad agosto 1945 e pubblicata per 19 numeri presentando le stesse storie dell’edizione romana; la riunificazione delle due testate avviene nel dicembre 1946.

### Secondo ciclo - Intrepido tascabile (1951-1963)
Col n. 45 del novembre 1951 si passa dal formato giornale a quello tascabile nel quale verrà pubblicato fino all'ottobre 1963. Le scelte editoriali si rivelano vincenti facendo arrivare la tiratura a 300.00 copie. Vengono pubblicate storie di personaggi destinati a lunga fama ideati da Luigi Grecchi: Bufalo Bill disegnato da Carlo Cossio, Roland Eagle disegnato da Ferdinando Corbella, Chiomadoro e Forza John disegnat1 da Erio Nicolò, Liberty Kid disegnato da Gaetano Albanese e Antonio Toldo poi da Lina Buffolente. Pubblicate inoltre le serie Arturo e Zoe (Nancy) di Ernie Bushmiller, Pedrito el Drito di Antonio Terenghi.
Negli anni sessanta aumentò le pagine con l'aggiunta di nuove rubriche e di nuovi personaggi: Junior sceneggiato da Luigi Grecchi e disegnato da Loredano Ugolini, Arriba Gringo! e Michele Strogoff disegnati da Carlo Savi, Girano di Bergevac disegnato da Clario Onesti, El Bandera disegnato da Gino Pallotti, La dama della spada disegnato da Carlo Savi e Sergio Molino, Dave Devil disegnato da Renzo Restani. Alcune serie, oltre all'avventura, comprendono risvolti sentimentali, particolarmente apprezzati dalle lettrici: L'ultima riva, Lo sparviero della sierra del Sole, Luana fiore del sud, disegnate da Clario Onesti. Compaiono alcune serie a fotoromanzo: Le Avventure di Tom Sawyer, La Freccia Nera e Senza Famiglia. Si pubblica anche qualche storia senza personaggi fissi.
Dal n. 27 del 1962 la pubblicazione passò a 208 pagine e si sdoppiò in due fascicoli di identico formato venduti assieme: Intrepido con i fumetti e Intrepido Varietà che raccoglie gli altri contenuti. Dal n. 51 dello stesso anno si ritorna a unificare fumetti, rubriche e articoli nel solo Intrepido Varietà, di 160 pagine.

### Terzo ciclo - Intrepido rivista (1963-1992)
Con il n. 44 dell'ottobre 1963 la pubblicazione passa al formato rivista, che permette di inserire più materiale nella pagina e che verrà mantenuto con minime variazioni fino al termine delle pubblicazioni. Prendono sempre più spazio le pagine dedicate allo sport, in particolare al calcio ed è da questo periodo che iniziano ad essere pubblicate alcune esilaranti pubblicità, peraltro autentiche, la più nota delle quali è quella degli occhiali a raggi X, della ditta Same Govj, che avrebbero permesso la visione dei corpi nudi attraverso gli abiti. Dal n. 52 del dicembre 1963 la testata Intrepido Varietà ritorna alla denominazione Intrepido.
Dagli anni settanta, comincia sempre più a rivolgersi a un pubblico giovane, in età adolescenziale o superiore, lasciando la fascia di età preadolescenziale a Il Monello. Nascono personaggi destinati ad avere un breve ma intenso successo, come Billy Bis, creato da Antonino Mancuso e Loredano Ugolini nel 1966, Lone Wolf, creato da Luigi Grecchi e Fernando Fusco nel 1968, personaggi come Ghibli o come la serie Iber o le storie umoristiche disegnate da Claudio Medaglia o da Giorgio Dall'Aglio. 
Sono anche gli anni in cui collaborano con la rivista notissimi giornalisti radiotelevisivi (Enzo Tortora, Sandro Ciotti, Alfredo Pigna, più tardi anche Gianni Vasino, Beppe Viola e Bruno Pizzul) e della carta stampata (Angelo Rovelli, Enrico Crespi), oltre a uomini di spettacolo come Gianni Boncompagni e Franco Nebbia).
Dal gennaio 1982 al marzo 1992 diventa Intrepido Sport, accentuando più la commistione tra sport e fumetti, arrivando a vendere in media 700 000 copie.

### Quarto ciclo - INTREPIDO Nuova Serie (1992-1998)
Nell'aprile 1992 la testata cambia formula editoriale, torna a chiamarsi Intrepido e pubblica fumetti scritti da Michelangelo La Neve, Giuseppe De Nardo, Paolo Aleandri, Vincenzo Perrone e disegnati da autori come Davide Toffolo e Alessandro Baggi con serie come Sprayliz di Luca Enoch o ESP di La Neve e Arduni dai temi forti che in alcuni casi faranno subire ad alcuni autori un processo per oltraggio alla morale.
Dal 1994 al 1997 la testata diventa mensile e poi bimestrale presentando, accanto a nuovi autori, ristampe di classici, ma sono gli ultimi tentativi di rilanciare le vendite ormai molto basse. La testata chiuderà dopo sessantatré anni con il n. 12 del gennaio 1998 dopo aver pubblicato in totale 3.028 numeri. Molti gli autori di fumetti che hanno collaborato alla rivista, come Luca Enoch ed altri, sono poi approdati alla Sergio Bonelli Editore; molti furono anche gli illustratori delle copertine, tra gli altri Walter Molino.
Tra gli artisti principali che lavorarono per la testata: Antonio Salemme, Giuseppe Cappadonia, Ferdinando Vichi, Sergio Montipò, Carlo e Vittorio Cossio, mentre ad esordire sulle sue pagine furono Walter Molino e Aurelio Galleppini.

## L'Intrepido d'Oro
L'Intrepido d'Oro è stato un premio annuale, istituito dal settimanale L'Intrepido, assegnato al miglior calciatore del Campionato italiano di calcio di Serie A, Serie B e Serie C1.